# Iglesia de Nuestra Señora de los Ángeles (Miranda de Ebro)
La iglesia de Nuestra Señora de los Ángeles de Miranda de Ebro (Burgos, Castilla y León, España) es un templo parroquial de culto católico construido para dar servicio religioso a los habitantes de la barriada mirandesa de Los Ángeles, separada del núcleo urbano por el río Bayas, en la carretera de Logroño.
Su erección en 1951 fue promovida por la Fábrica de fibra artificial FEFASA (hoy, propiedad del grupo Rottneros) y el Instituto Nacional de Industria (INE) con el fin de acoger a la feligresía de la barriada del poblado de Los Ángeles, que tomó el nombre de la advocación del templo y que empezó a levantarse en 1948, considerándose terminada en 1958. Los habitantes del poblado, concebido como una pequeña ciudad-jardín de viviendas unifamiliares y organizada por manzanas, era los trabajadores de la planta química, que entró en servicio en 1948 pero que no estuvo plenamente operativa hasta 1952, coincidiendo con la terminación de la iglesia, y sus familias. Es por esta razón que el templo es también conocido como la iglesia de FEFASA. Su construcción y estilo es coetánea a la Chapelle du Rosaire de Vence de Henri Matisse, la Basílica de Nuestra Señora de Aranzazu y la Basílica de la Virgen del Camino.
Alzada sobre un zócalo pétreo con escalinatas de acceso laterales, la iglesia preside el amplio espacio abierto de la plaza. Su vocación monumental se expresa con un diseño moderno y funcional, acorde con su época, donde destaca el uso de las formas prismáticas. El edificio se concibe como dos grandes paralelepípedos maclados: el primero de ellos, en la cabecera, forma una torre hueca de 28,25 metros de altura sustentada por tres contrafuertes en cada lado y cuya fachada principal es presidida por un enorme vitral con la cruz; el segundo, se desarrolla en horizontal, alojando el espacio de la única nave de la iglesia, a cuyos lados se adosan, como falsas naves laterales de menor altura, una capilla y las dependencias parroquiales. La decoración exterior, dada la ausencia de vanos, se limita a la ligera alternancia de textura y color en las hiladas de piedra. 
El interior es también en extremo austero, destacando la convergencia de la vista hacia el altar iluminado por la vidriera exterior, con las claraboyas cuadradas abiertas en una cubierta adintelada y sin sustentación exenta en los planos anteriores. Por su volumen exactamente prismático, el paralelepípedo de la nave podría pasar por un salón de actos o una sala de conferencias, tal es su vocación de funcionalidad. El reducido mobiliario, destacando particularmente los bancos, los paramentos y el techo combinan como únicos colores el blanco y un marrón muy oscuro (color bengué). Una intención de integralidad estilística se aprecia en el diseño de elementos como el altar, el coro alto, la pila bautismal y los confesionarios, que responden a las mismas formas puramente funcionales, inspiradas en los volúmenes industriales, pudiéndose hablar de un estilo minimal. Nada del exterior o del interior se aparta de lo rectilíneo en este severo pero depurado edificio religioso bien integrado en su entorno fabril.

## Galería de imágenes

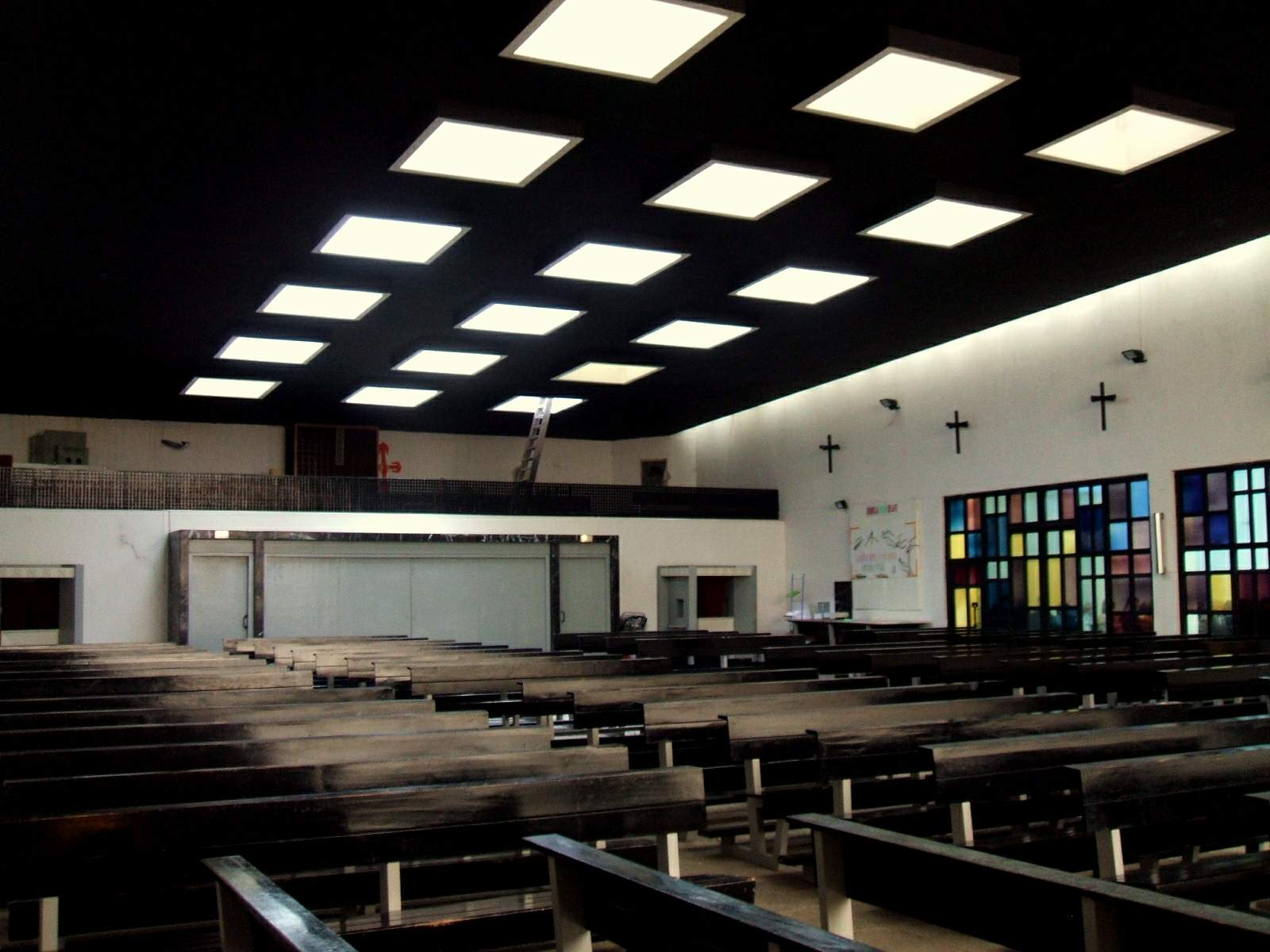
Interior de la nave
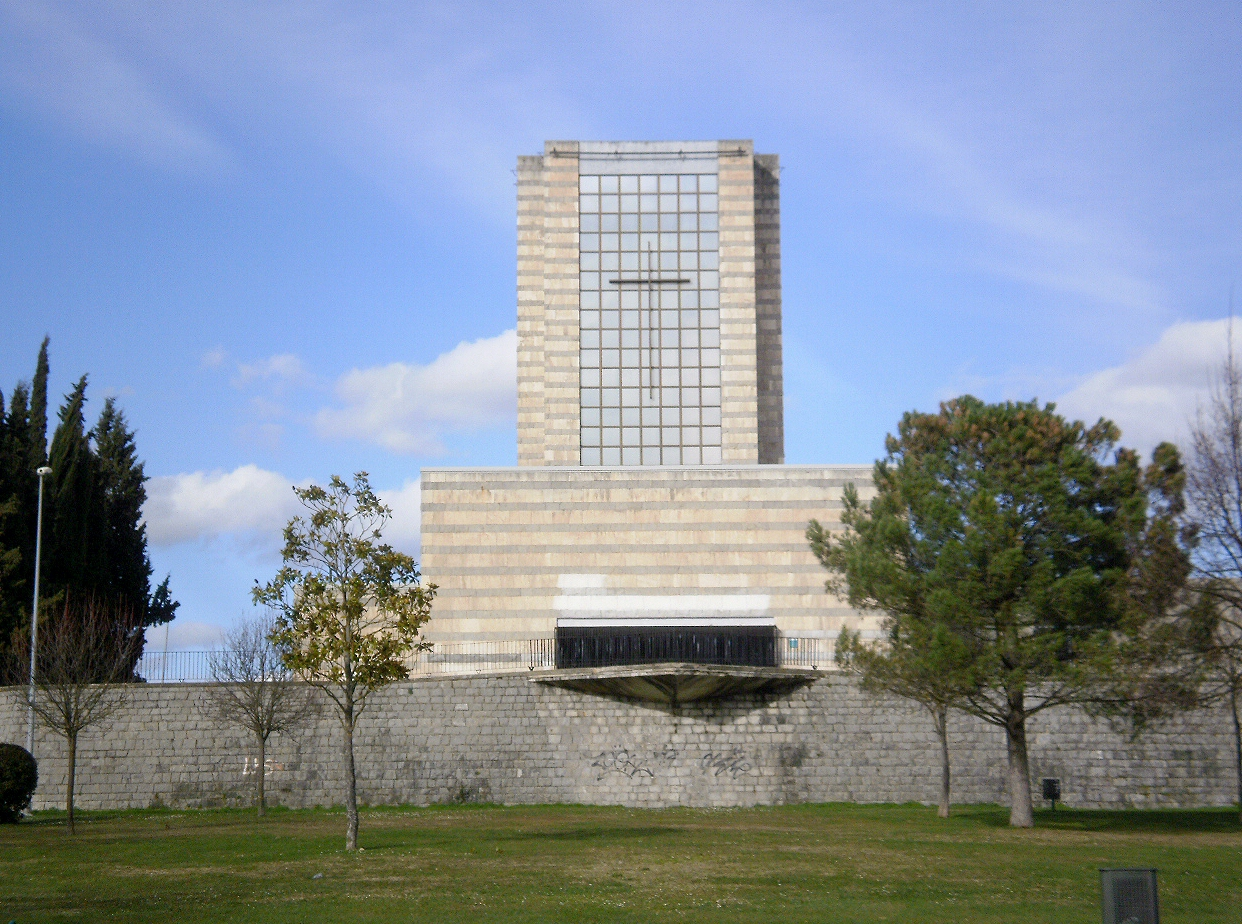
Vista frontal y del parque
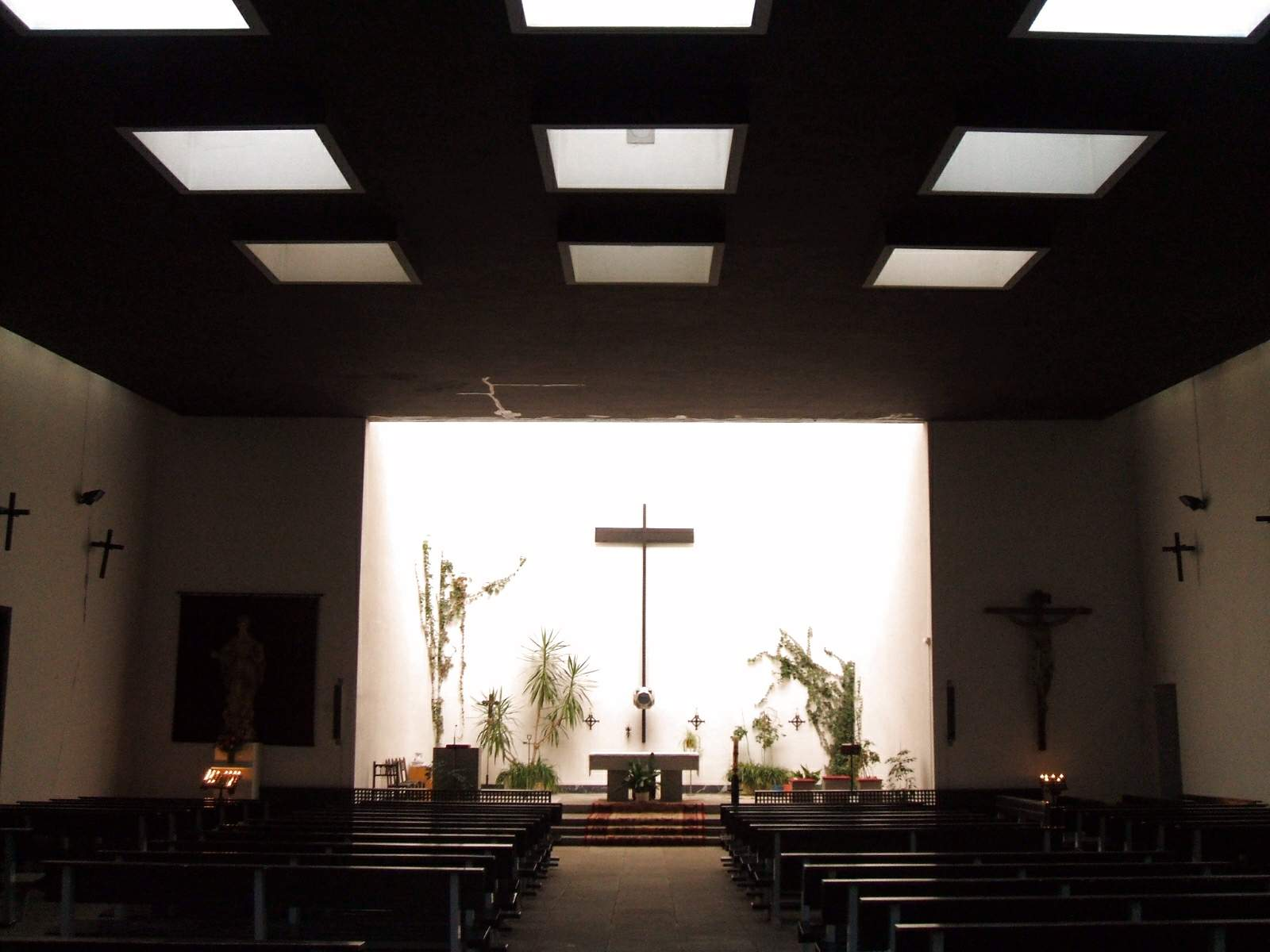
Cabecera de la nave
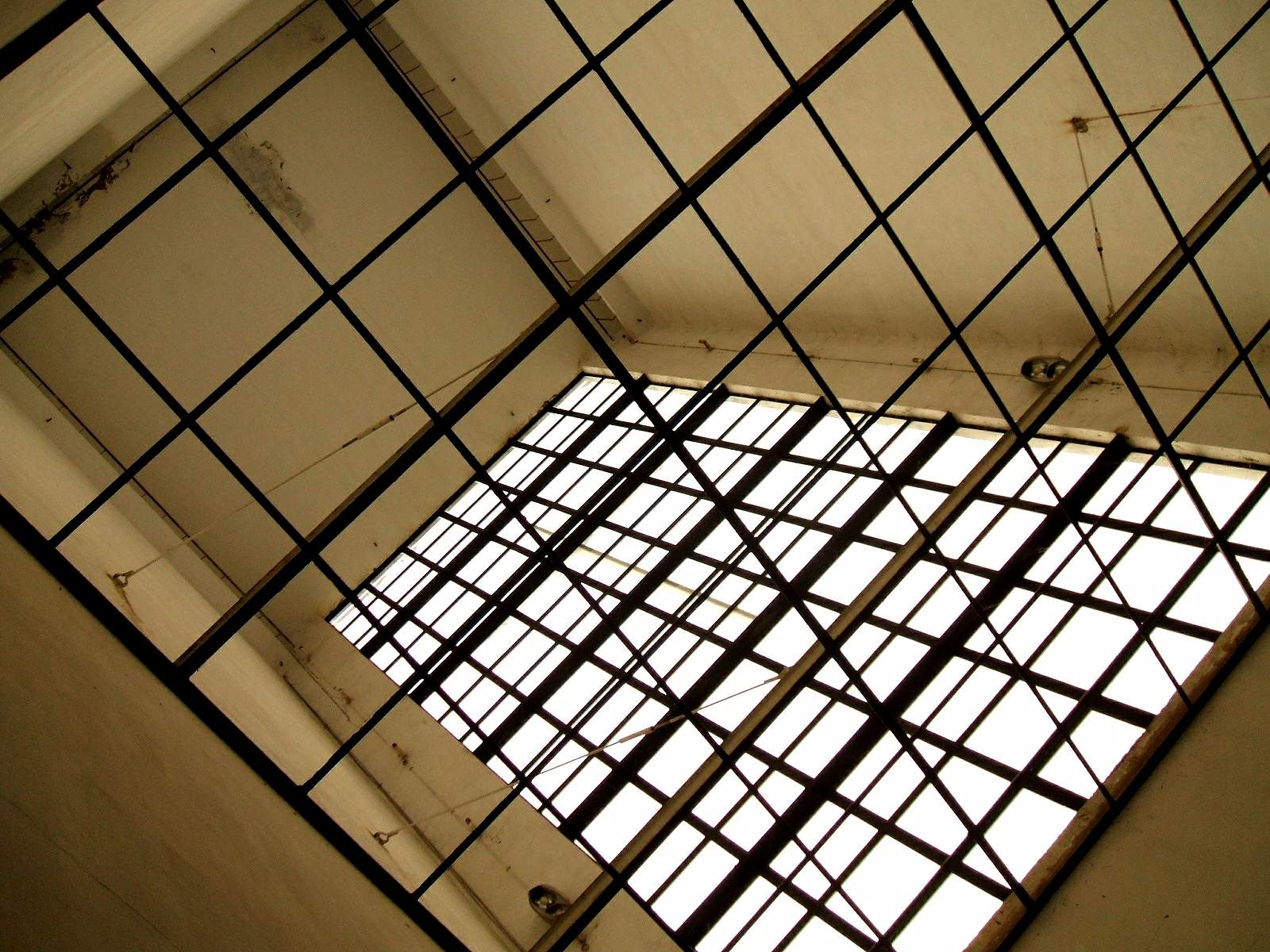
Interior de la torre
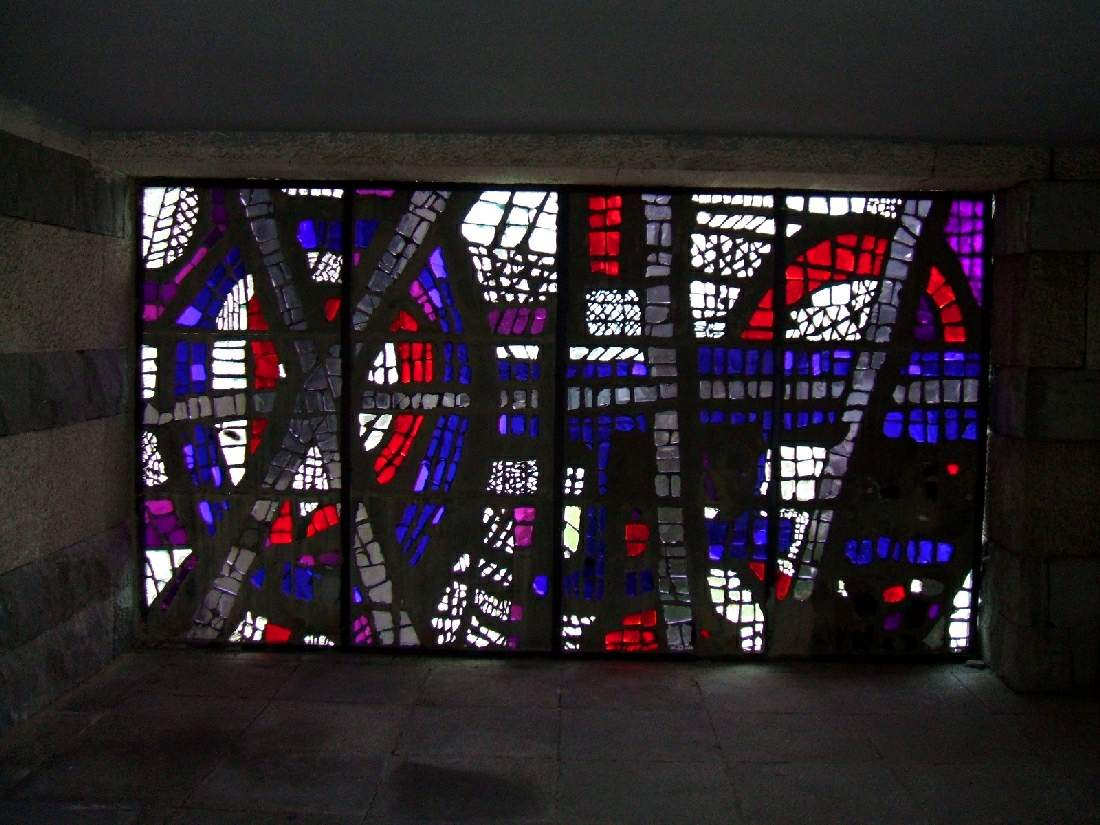
Vidriera
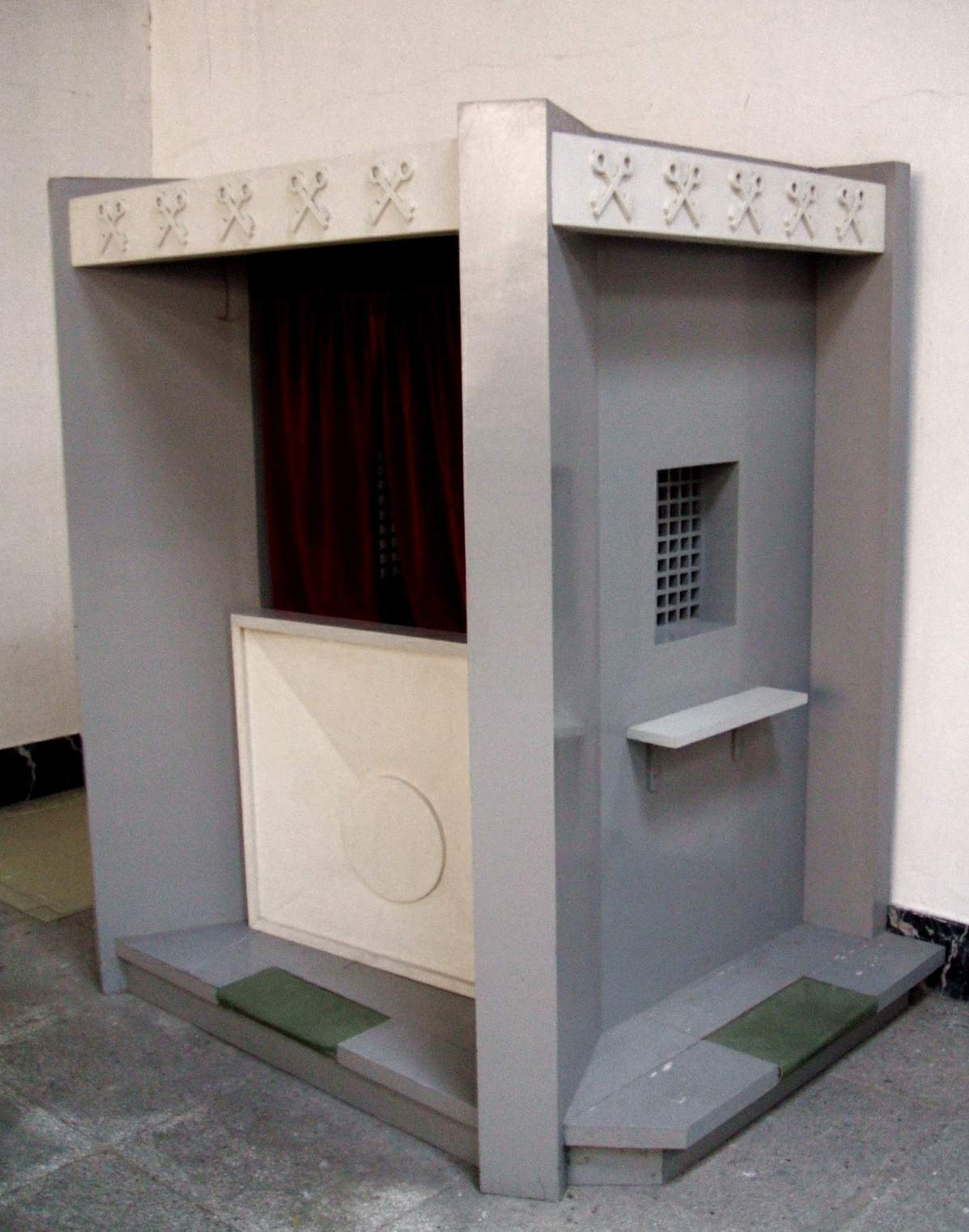
Confesionario